# 메가업로드
메가업로드(Megaupload)는 2005년에 세워진 홍콩의 온라인 기업으로, 한때 파일을 올리고 내려받을 수 있는 서비스를 제공했다. 자회사 "메가"(Mega)를 비롯하여 메가비디오, 메가라이브, 메가픽스, 메가박스와 같은 동영상 검색 부문이 있었다. 그리고 정확히 1년 뒤인 2013년 1월 20일에 Mega라는 이름으로 부활했다.

## 통계
통계는 다음과 같다.
- 순수 사용자 수: 38,000,000명
- 페이지 뷰: 970,000,000건
- 깊이 보기: 26건
- 도달: 2.2%

## 지역화
이 웹사이트는 20개 언어를 제공하였다: 아랍어, 중국어 (번체, 간체), 덴마크어, 네덜란드어, 영어, 핀란드어, 프랑스어, 독일어, 그리스어, 이탈리아어, 일본어, 한국어, 노르웨이어, 폴란드어, 포르투갈어, 러시아어, 스페인어, 스웨덴어, 터키어, 베트남어

## 폐쇄

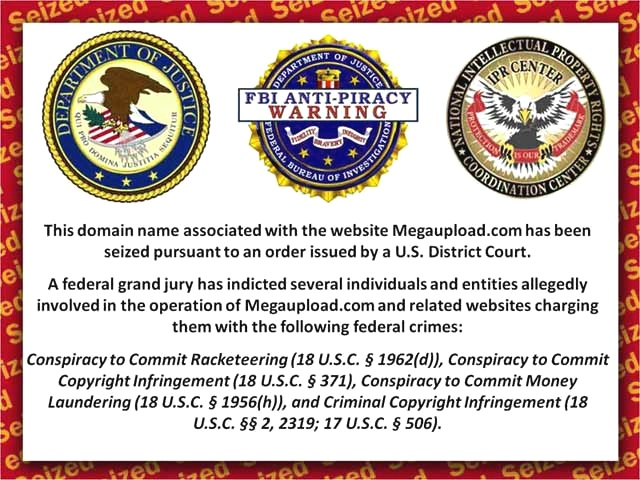
사이트 접속시 나타나는 FBI의 경고문

2012년 1월 19일 미국 법무부는 메가업로드 설립자 김 닷컴을 포함하여 간부 6명이 불법 복제 음악 및 영화 등의 다운로드를 조장한 혐의로 기소되었다고 밝혔으며, 이에 따라 지금은 사이트가 폐쇄된 상태이다. 현재는 웹사이트에 접속하면 FBI의 경고 메시지가 나타난다.

## 부활
폐쇄된지 1년만인 2013년 1월 20일에 부활했다. Mega라는 이름으로 변경되었다. (https://mega.co.nz/)